# NoGoD
NoGoD, 新興宗教楽団NoGoD, Shinko Syukyo Gakudan NoGoD (яп.  Синко: сю:кё: гакудан но: годдо, «Новая религиозная группа БогаНет») — японская visual kei хэви/альтернативный рок-группа созданная в 2005 году вокалистом Дантё. Коллектив известен подчёркнутым антирелигиозным имиджем, который музыканты поддерживают, называя своих поклонников «верующими», концерты «проповедями», а туры «религиозными войнами».
Больше всего группа известна высоким исполнительным мастерством и сотрудничеством с компанией ESP, в колледже которой учились трое музыкантов группы и на инструментах которой играют гитаристы и басист квинтета. Allmusic сравнил группу с Matenrou Opera, Versailles и D, назвав их волной метала в visual kei. В своём творчестве группа соединяет традиционный хэви-метал и более спокойный альтернативный рок разбавленный мощными балладами.

## История
Группа появилась в 2005 году, когда вокалист Дантё собрал музыкантов которые бы согласились играть с ним. Через полгода группа уже была полностью собрана. Поначалу они репетировали в тайне, чтобы набраться опыта. 19 октября 2005 года они отыграли своё первое выступление в клубе L@N, в токийском районе Акасака, и уже 12 ноября они выпустили свой демо-сингл — Kimi ni Okuru Bukiyou de Migattena Uta.
Примерно до середины 2006 года, группа провела время в выступлениях с другими начинающими группами в Токио. 24 февраля они выпустили первый мини-альбом «Tenbatsu Enban» (яп. 天罰円盤 Тэмбацу эмбан, «Диск божьей кары»), а 20 апреля NoGod отыграли первый сольный концерт «Shuukyou Daisensou» (яп. 宗教大戦争 Сю:кё: дайсэнсо:, «Религиозная мировая война») в клубе Ikebukuro CYBER.
12 июля группа выпустила первый сингл Aka Fukyou (яп. 赫布教 Ака фукё:, «Красная проповедь»), а 30 выпустила второй — «Kuro Fukyou» (яп. 黒布教 Куро фукё:, «Чёрная проповедь»). Эти синглы увеличили количество поклонников группы.

## Состав
- Дантё (яп. 団長 Дантё:) — вокал, автор лирики и лидер группы. Его любимая группа Siam Shade, он также любит мелодичный хардкор и хард-рок, но не сильно любит хэви-метал, так как, по его словам, там "нет мелодий". Закончил музыкальный колледж ESP.
- Kyrie (яп. きりえ Кириэ) — соло-гитара и автор большинства музыки. Он фанат классического хард-рока вроде Deep Purple и Led Zeppelin, кроме них он называет любимыми жанрами прогрессивный рок и хэви-метал. Его прозвище в группе "мастер" за очень высокий уровень мастерства игры на гитаре. Кириэ играет на своей оригинальной семиструнной модели ESP.
- Shinno (яп. しんの Синно) — ритм-гитара, он закончил музыкальный колледж по классу электрогитары. Синно часто вносит коррективы в своё техническое оборудование и также играет на оригинальной гитаре от ESP. Основная его задача это арпеджио и поддержка ритма, хотя он часто играет соло вместе с Кириэ.
- Карин (яп. 華凛 Карин) — бас-гитара. Хотя Карин является одним из самых известных бас-гитаристов жанра, он иногда подвергается критике за свою игру. У него два баса сделанных специально для него компанией ESP. Он ученик известно музыканта Masaki из группы Animetal. Он отыгрывает роль женщины на сцене увлекаясь субкультурой лолит, а также любит заниматься DIY. Карин одноклассник Кириэ.
- К (яп. ケー Кэ:) — ударные. Он поклонник аниме и описывается, как самый добрый и мягкий участник группы. Он также закончил музыкальный колледж ESP.

## Дискография

### Альбомы
- 2010-08-04 Kakera CD album
- 2010-03-03 INDIES BEST SELECTION 2005—2009 CD album (вместе с другими группами)
- 2009-02-25 Gokusaishiki (Regular edition) 極彩色 (通常盤) CD album
- 2009-09-23 Rashinban (Regular Edition) 羅針盤 (通常盤) CD mini-album
- 2006-12-06 Kannafukyou 神無布教 CD mini-album
- 2006-06-28 LOOP OF LIFE VI CD album (вместе с другими группами)
- 2006-10-10 Shock Edge 2006 CD album (вместе с другими группами)
- 2008-04-09 Mugenkyou 夢幻教 CD + DVD album

### Синглы
- 2010-06-09 Kakusei カクセイ CD single
- 2009-07-25 Mr.HEAVEN CD single
- 2008-11-05 Ao no daichi 碧の大地-アヲノダイチ- CD maxi-single
- 2008-10-08 Midori no kaze 碧の風-ミドリノカゼ- CD maxi-single
- 2008-07-13 Yume no tsuzuki 夢の続き CD single
- 2008-02-16 Saikou no sekai/Shirasagi 最高の世界/白鷺 CD single
- 2007-09-26 Batsu 罰 CD maxi-single
- 2007-08-08 Ten 天 CD maxi-single
- 2007-05-09 Atria アトリア CD maxi-single
- 2006-08-30 Kurofukyou 黒布教 CD single
- 2006-07-12 Akafukyou 赫布教 CD single
- 2006-06-20 Kono sekai ni mi hansarete mo この世界に見放されても CD single
- 2006-04-09 Sakura/Kimi wa tsuki wo tsukamu 桜/君は月を掴む CD single
- 2006-02-24 Tenbatsu enban 天罰円盤 CD maxi-single
- 2005-11-12 Kimi ni okuru bukiyou de migatte na uta 君に贈る不器用で身勝手な詩 CD single